# Willi Moser
Willi Moser, nemški general, * 2. november 1887, † 18. oktober 1946.